# Stade municipal de Tychy
Pour les articles homonymes, voir Stade municipal.
 (avril 2025).
Si vous disposez d'ouvrages ou d'articles de référence ou si vous connaissez des sites web de qualité traitant du thème abordé ici, merci de compléter l'article en donnant les références utiles à sa vérifiabilité et en les liant à la section « Notes et références ».
Le stade municipal de Tychy (Stadion Miejski w Tychach en polonais) est un stade polonais de football situé à Tychy, en Pologne. Propriété de la ville, et d'une capacité de 15 300 places, il est utilisé pour les rencontres à domicile du GKS Tychy, le club principal de la ville et pensionnaire actuellement de deuxième division. L’infrastructure est gérée par Tyski Sport S.A..